# Євангеліє 1600 року у срібному окладі
Євангеліє 1600 року у срібному окладі — зберігається в Чернігівському історичному музеї імені В. Тарновського. Є найдавнішим друкованим Євангелієм у музейній збірці.
Видання побачило світ у липні 1600 року у друкарні братів Мамоничів, яка діяла у Вільно.
Із 1993 по 2015 перебувало на реставрації.